# Francesco Paolo Bozzelli
Francesco Paolo Bozzelli (Manfredonia, 22 maggio 1786 – Napoli, 2 febbraio 1864) è stato un giurista, filosofo e politico italiano, noto per essere stato l'estensore della Costituzione del Regno delle Due Sicilie del 1848.

## Biografia

### Esordi
Dopo le scuole secondarie dagli Scolopi, Bozzelli studiò all'università di Napoli, dove si iscrisse nel 1806. Laureatosi in giurisprudenza, entrò nell'amministrazione statale: nel 1813 fu uditore giudiziario presso il Consiglio di Stato; e nel 1816 entrò nella sopraintendenza della Salute, dapprima come ispettore generale e poi come segretario. Nello stesso tempo Bozzelli si dedicò anche all'attività letteraria e nel 1815 pubblicò "Poesie varie" una antologia di versi scritti secondo il gusto del XVIII secolo.

### L'esilio (1821-1837)
Di sentimenti liberali, Bozzelli prese parte ai moti costituzionali del 1820-1821 che gli costarono dapprima la prigione e successivamente un esilio, durato oltre quindici anni, che trascorse all'estero, soprattutto in Francia. Durante l'esilio espose in numerosi saggi in lingua francese le sue concezioni politiche di liberale moderato, fautore di una monarchia costituzionale e avverso al programma democratico-radicale. Scrisse inoltre saggi filosofici di etica e di estetica.

### La Costituzione del 1848
Bozzelli poté rientrare in patria solo nel 1837. La fama di grande cultura giuridica e di integrità morale acquistata durante l'esilio, garantì a Bozzelli un grande prestigio all'interno del partito liberale delle Due Sicilie. La sua popolarità divenne ancora più grande dopo un nuovo periodo di prigionia subito nel 1844 assieme a Carlo Poerio e a Mariano d'Ayala. Pertanto, dopo l'inizio dell'insurrezione siciliana (12 gennaio 1848) Bozzelli fu incaricato dal presidente Serracapriola di preparare il decreto reale, pubblicato poi il 29 gennaio 1848, che fissava i principi costituzionali. Il 30 gennaio 1848 Bozzelli fu nominato ministro degli Interni, in sostituzione di Carlo Cianciulli, con l'incarico di stendere il testo della Costituzione.
Dapprima Bozzelli era fautore, con Carlo Poerio e Mariano d'Ayala, dell'idea di ripristinare la Costituzione napoletana del 1820. Tuttavia, poco dopo si convinse della necessità di stendere carta costituzionale completamente nuova, un compito che portò a termine da solo e in soli dieci giorni (30 gennaio - 8 febbraio 1848). La costituzione delle Due Sicilie approntata da Bozzelli era composta di 89 articoli: ricalcava di fatto sia la Costituzione francese del 1830 (eccetto nei punti in cui si trattavano le autonomie locali) che la Costituzione belga del 1831. La Costituzione del Bozzelli venne tuttavia criticata immediatamente dai democratici perché non offriva sufficienti garanzie di libertà ai cittadini, limitava i diritti elettorali su base censuale e lasciava al Re ampi poteri discrezionali.

### Epilogo
Il 6 aprile 1848 Bozzelli venne escluso dal governo costituzionale di Carlo Troya per divergenze sulla politica estera (Bozzelli era contrario alla guerra contro l'Austria). Partecipò invece, come ministro degli Interni e dell'Istruzione Pubblica, al governo Spinelli costituito dopo il colpo di mano di Ferdinando II del 15 maggio 1848. Sebbene l'intento di Bozzelli fosse quello di mitigare la reazione regia e affrettare il ritorno alla legalità, venne accomunato dall'opinione pubblica nel discredito del governo delle Due Sicilie, nonostante fosse sostituito agli Interni con Giovanni Vignali per ordine dello stesso Ferdinando II (7 settembre 1848). Bozzelli si ritirò pertanto a vita privata avendo come unica fonte di reddito la pensione maturata per essere stato consigliere di Stato nel 1820. Con la conquista del Regno delle Due Sicilie (1860) il nuovo Regno d'Italia gli revocò anche questa.